# Iwama Ryu
Iwama Ryu var en aikido-organisation med overvejende europæisk medlemskab, der fokuserede på den type aikido, som blev praktiseret af Morihiro Saito, der i 26 år studerede under aikidoens grundlægger, Morihei Ueshiba og af denne udpegedes til at overtage undervisningen i hans dojo i Iwama efter ham.
Iwama Ryu blev dannet, da den svensk-bosatte japanske aikido-lærer, Takeji Tomita, i firserne brød med Morihiro Saito, der siden Ueshibas død havde været hans sensei, i hvilken forbindelse mange af hans elever valgte at forblive associerede med Saito og dannede Iwama Ryu som selvstændig organisation. Iwama Ryu eksisterede længe sidenløbende med, men ikke formelt uden for, den primære aikido-organisation, Aikikai. Efter Morihiro Saitos død i 2002 kom det til et brud mellem hans søn, Hitohiro Saito og Aikikai, i hvilken forbindelse nogle klubber inden for Iwama Ryu valgte at indgå i dennes nydannede organisation, Iwama Shin Shin Aiki Shurenkai, medens andre associerede sig nærmere med Aikikai. Nogle af de højst graduerede undervisere inden for iwama-aikido er den svenske Ulf Evenås og den italienske Paolo Corallini, der nu begge praktiserer iwama-aikido under Aikikai.
Iwama-aikido eller Iwama-stil kaldes den version af aikido som føres tilbage til Morihiro Saito og dennes elever. Iwama-aikido praktiseres både inden for det største aikidoforbund, Aikikai, og i separate organisationer som Iwama Shin Shin Aiki Shurenkai. Iwama-aikido kendetegnes bl.a. ved at fokusere på studiet af traditionelle japanske våben som middel til at forstå "tomhændet" aikido.